# خوان فيليسيانو
خوان فيليسيانو هو لاعب محترف لكرة القاعدة ‏ دومينيكاني، ولد في 6 أبريل 1980 في سانتو دومينغو في جمهورية الدومينيكان.

## روابط خارجية
- خوان فيليسيانو على موقع الدوري الياباني لكرة القاعدة (الإنجليزية)
- خوان فيليسيانو على موقعبيزبول رفرنس.كوم (الدوري الثانوي) (الإنجليزية)